# 西面駅
西面駅（ソミョンえき）は、大韓民国釜山広域市釜山鎮区釜田洞にある、釜山交通公社の駅である。
同社の1号線と2号線が乗り入れている。駅番号は1号線が119、2号線が219。

## 歴史
- 1985年7月19日 - 1号線開通と同時に開業。
- 1999年6月30日 - 2号線当駅 - 湖浦間が開通、同線の起点駅および1号線との接続駅となる。
- 2001年8月8日 - 2号線金蓮山駅 - 当駅間が開通、途中駅となる。

## 駅構造
地下1階に改札階、地下2階に1号線ホーム、地下3階に2号線ホームがある構造となっている。1号線は相対式ホーム2面2線、2号線は島式ホーム1面2線を有しており、いずれもスクリーンタイプのホームドアが設置されている。
1号線の改札は上下ホームで分かれており、改札内でのホーム間移動は2号線ホームを経由する必要がある。化粧室は2ヶ所ある。出入口は1番 - 13番と15番の合計14ヶ所ある他に、ロッテホテル、ロッテデパート、中央路の下にある西門地下商街、大賢地下商街と直結している。

### のりば
| 上り | 1号線 | 多大浦海水浴場方面 |
| 下り | 1号線 | 老圃方面           |
| 上り | 2号線 | 萇山方面           |
| 下り | 2号線 | 梁山方面           |

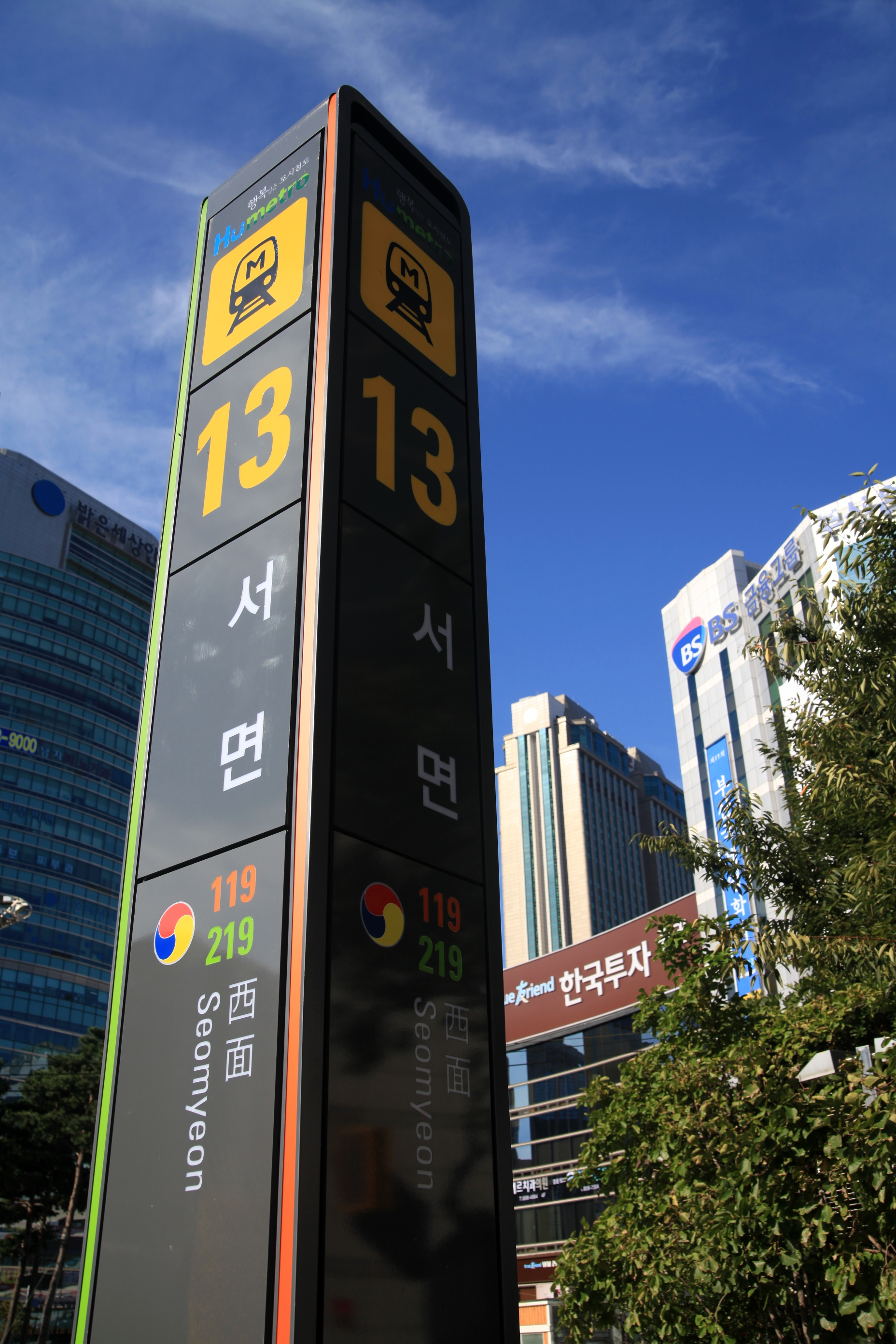
13番出入口（2012年9月）
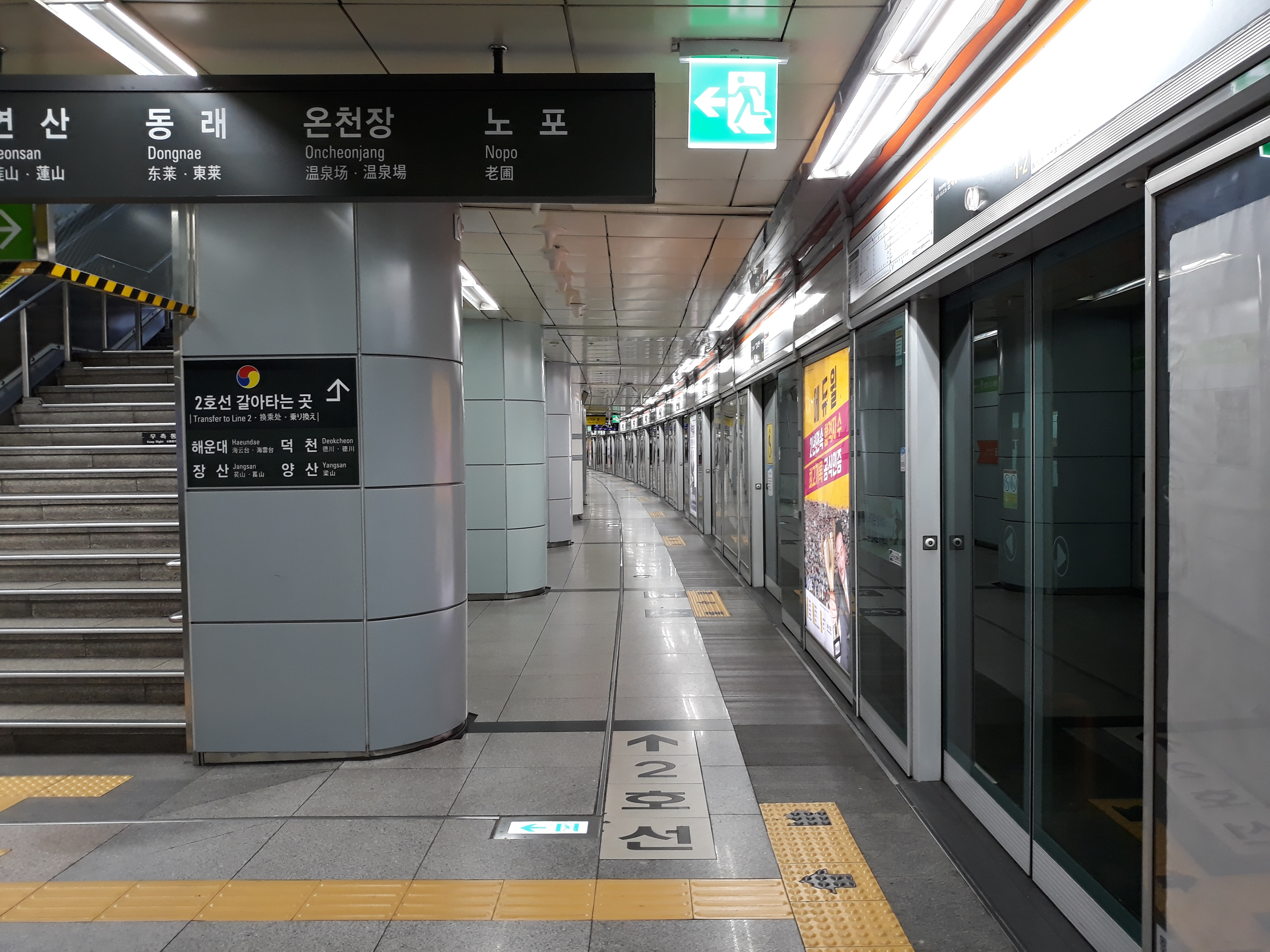
1号線下りホーム（2018年3月）
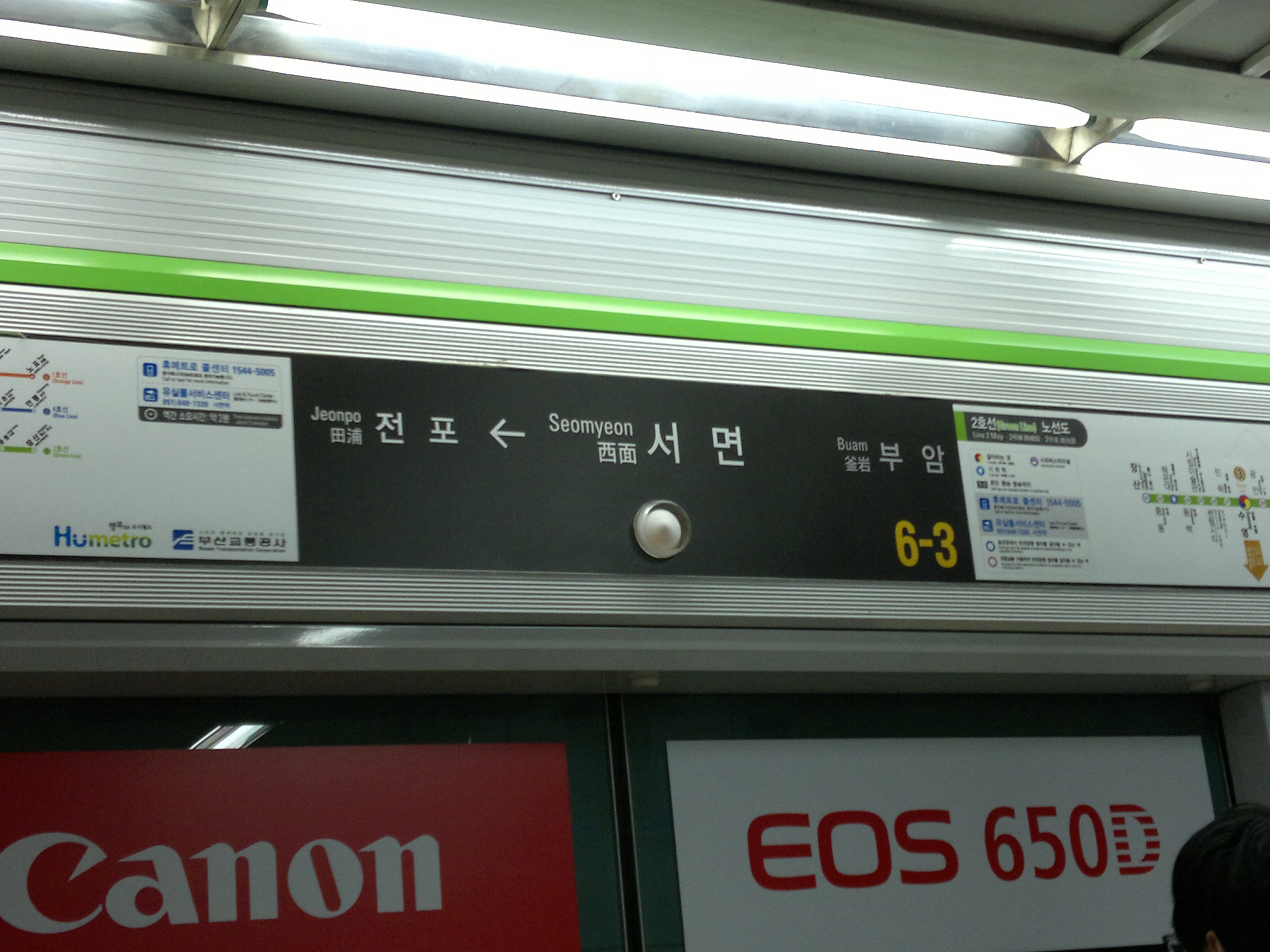
2号線ホームドア
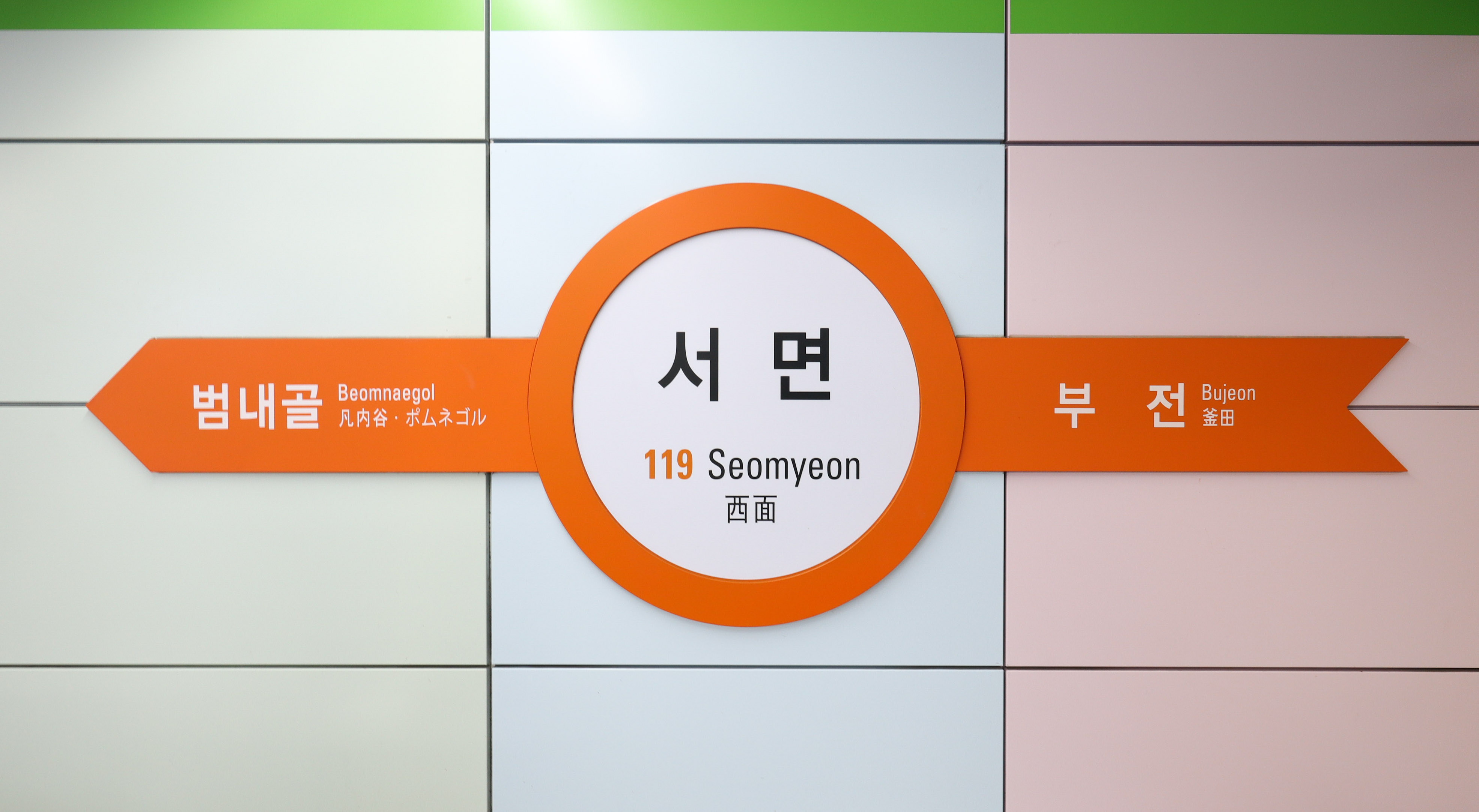
1号線の駅名標
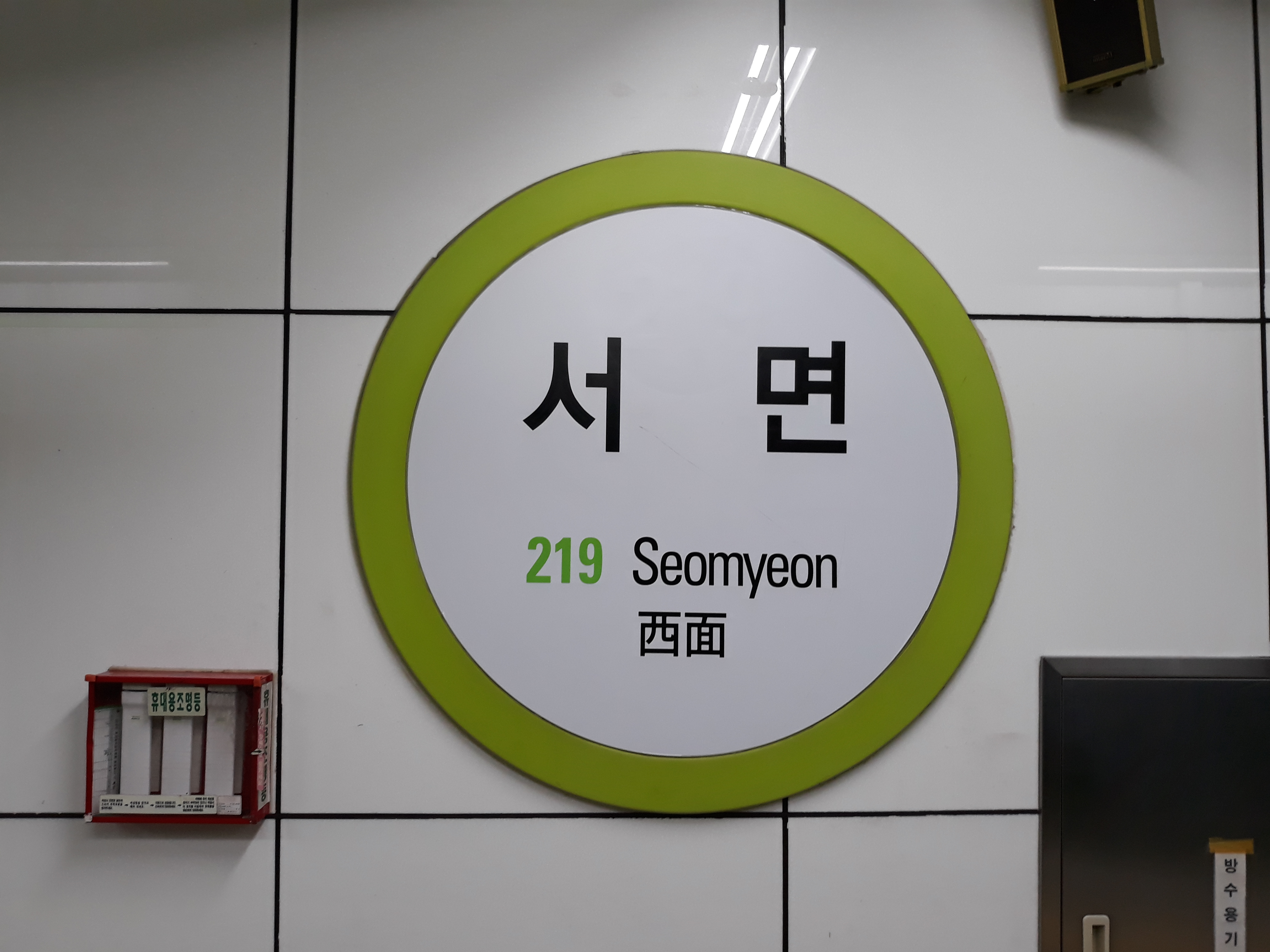
2号線の駅名標
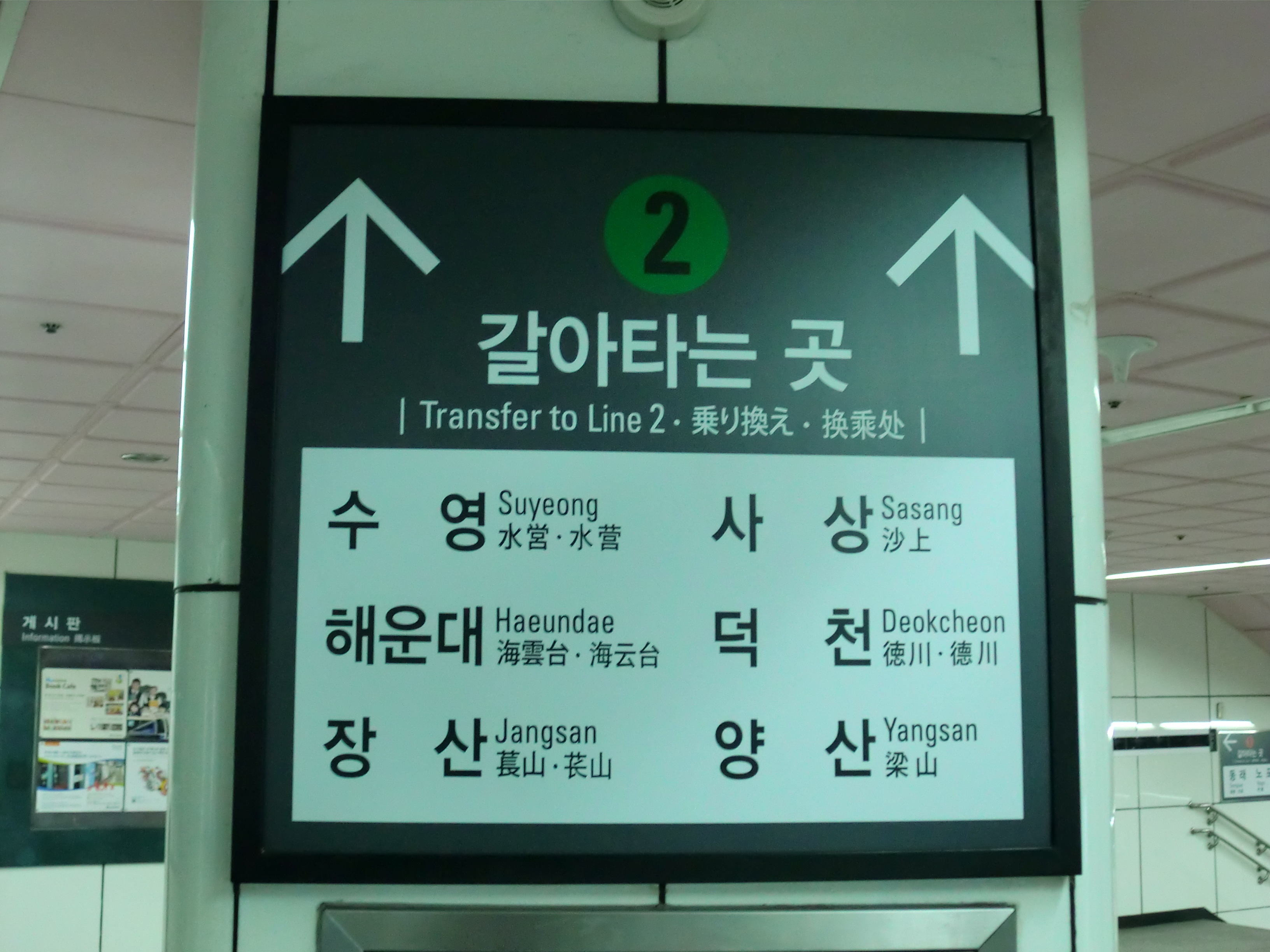
2号線ホームへの案内

## 利用状況
近年の一日平均乗車人員推移は下記の通り。
| 路線  | 乗車人員 | 乗車人員 | 乗車人員 | 乗車人員 | 乗車人員 | 乗車人員 | 乗車人員 | 乗車人員 | 乗車人員 | 乗車人員 | 乗車人員 | 乗車人員 | 乗車人員 | 乗車人員 | 乗車人員 | 注 釈 |
| 路線  | 2002年   | 2003年   | 2004年   | 2005年   | 2006年   | 2007年   | 2008年   | 2009年   | 2010年   | 2011年   | 2012年   | 2013年   | 2014年   | 2015年   | 2016年   | 注 釈 |
| ----- | -------- | -------- | -------- | -------- | -------- | -------- | -------- | -------- | -------- | -------- | -------- | -------- | -------- | -------- | -------- | ----- |
| 1号線 | 47171    | 42171    | 39833    | 37953    | 36003    | 33861    | 35617    | 35638    | 36067    | 37725    | 37917    | 38247    | 38599    | 38747    |          | [ 3 ] |
| 2号線 | 24863    | 24746    | 23710    | 22357    | 19501    | 18523    | 20241    | 20397    | 21317    | 23328    | 24381    | 25337    | 26072    | 26404    |          | [ 3 ] |

## 駅周辺
- 韓国電力公社釜山支社
- 釜山鎮警察署
- 釜山鎮警察署中央治安センター
- 釜山鎮消防署釜田119安全センター
- 釜田2洞行政福祉センター
- 釜山鎮郵便局
- 田浦鉄物商店街
- 西面市場
- ハナ銀行西面支店
- NH農協銀行田浦支店
- 釜山銀行釜田洞支店
- 慶南銀行西面支店
- ウリィ銀行西面支店
- ウリィ銀行釜田金融センター
- 韓国スタンダードチャータード銀行釜田洞支店
- 国民銀行釜田洞支店
- 国民銀行釜山PBセンター
- 新韓銀行釜山西面支店
- KT釜山鎮支店
- ロッテホテル釜山
- ロッテ百貨店釜山本店
- ロッテシネマ釜山本店
- 東横INN釜山西面
- CGV大韓
- 西面美術館

## 隣の駅
釜山交通公社
 1号線
ポムネゴル駅 (118) - 西面駅 (119) - 釜田駅 (120)
 2号線
田浦駅 (218) - 西面駅 (219) - 釜岩駅 (220)